# Kupa na Bălgarija 1991-1992
La Coppa di Bulgaria 1991-1992 è stata la 10ª edizione di questo trofeo, e la 52ª in generale di una coppa nazionale bulgara di calcio, iniziata il 28 agosto 1991 e terminata il 27 maggio 1992.  Il Levski Sofia ha vinto il trofeo per la diciottesima volta.

## Primo turno
| Squadra 1           | Risultato   | Squadra 2                |
| ------------------- | ----------- | ------------------------ |
| 28 agosto 1991      |             |                          |
| Ovech Provadia      | 5 – 0       | Energia Tŭrgovishte      |
| Kubrat              | 2 – 0       | Levski Glavinitsa        |
| Devnya              | 2 – 1       | Botev Novi Pazar         |
| Ludogorec           | 2 – 0       | Vikhŭr Zavet             |
| Lokomotiv Mezdra    | 2 – 0       | Lokomotiv Dryanovo       |
| Vidima-Rakovski     | 3 – 0       | Vŭrshets                 |
| Gigant Saedinenie   | 0 – 2       | Kom Berkovica            |
| Iskŭr Roman         | 2 – 1       | Lokomotiv Levski         |
| Asenovec            | 1 – 0       | Arda Kărdžali            |
| Pomorie             | 2 – 0       | Khraninvest Stara Zagora |
| Metalik Sopot       | 2 – 1       | Botev Gălăbovo           |
| Jambol              | 1 – 3 (dts) | Minyor Radnevo           |
| Mesta Khadzhidimovo | 4 – 0       | Strumska Slava           |
| Čepinets            | 4 – 1 (dts) | Pirin Razlog             |
| Septemvri Sofia     | 3 – 0       | Pirin Goce Delčev        |
| Akademik Sofia      | 5 – 2       | Rodopa Smoljan           |

## Secondo turno
| Squadra 1                | Risultato       | Squadra 2           |
| ------------------------ | --------------- | ------------------- |
| 11 settembre 1991        |                 |                     |
| Septemvri Tervel         | 1 – 3           | Druzhba Ishirkovo   |
| Sportist General Toshevo | 2 – 2 (4-5 dtr) | Ludogorec           |
| Ovech Provadia           | 7 – 3           | Černolomec Popovo   |
| Kubrat                   | 3 – 2           | Devnya              |
| Zarya Krushari           | 4 – 0           | Čern. Balčik        |
| Kaliakra                 | 4 – 0           | Lokomotiv Ruse      |
| Mizia Knezha             | 1 – 0           | FC Tryavna          |
| Vidima-Rakovski          | 2 – 1           | Levski Lom          |
| Jantra Polski Trambesh   | 3 – 0           | Kom Berkovica       |
| Olimpik Teteven          | 1 – 2           | Iskŭr Roman         |
| Levski Lyaskovets        | 5 – 0           | Lokomotiv Mezdra    |
| Minyor Radnevo           | 1 – 0           | Levski Karlovo      |
| Bdin                     | 2 – 0           | Storgoziya Pleven   |
| Chirpan                  | 1 – 4           | Asenovec            |
| Metalik Sopot            | 2 – 0           | Spartak Plovdiv     |
| Svilengrad               | 1 – 0           | Dimitrovgrad        |
| Tundzha Tenevo           | 0 – 1           | Marica Plovdiv      |
| Pomorie                  | 2 – 1           | Rodopi Momchilgrad  |
| Minjor Rudozem           | 3 – 0           | FK NSA Sofia        |
| Čepinets                 | 3 – 0           | Sportist            |
| Bankya                   | 0 – 5           | Septemvri Sofia     |
| Rilski Sportist          | 2 – 1           | FK Svoboda Peshtera |
| Vihren Sandanski         | 5 – 1           | Mesta Khadzhidimovo |
| Marek Dupnica            | 3 – 0           | Akademik Sofia      |

## Terzo turno
| Squadra 1              | Risultato | Squadra 2         |
| ---------------------- | --------- | ----------------- |
| 25 settembre 1991      |           |                   |
| Jantra Polski Trambesh | 1 – 3     | Bdin              |
| Iskŭr Roman            | 0 – 1     | Levski Lyaskovets |
| Mizia Knezha           | 1 – 2     | Vidima-Rakovski   |
| Zarya Krushari         | 4 – 0     | Kaliakra          |
| Ludogorec              | 3 – 0     | Kubrat            |
| Druzhba Ishirkovo      | 1 – 0     | Ovech Provadia    |
| Septemvri Sofia        | 2 – 0     | Čepinets          |
| Rilski Sportist        | 3 – 1     | Vihren Sandanski  |
| Marek Dupnica          | 3 – 0     | Minjor Rudozem    |
| Svilengrad             | 4 – 3     | Metalik Sopot     |
| Marica Plovdiv         | 4 – 2     | Pomorie           |

## Quarto turno
| Squadra 1          | Totale          | Squadra 2         | Andata | Ritorno     |
| ------------------ | --------------- | ----------------- | ------ | ----------- |
| 17/30 ottobre 1991 |                 |                   |        |             |
| Spartak Varna      | 3 – 2           | Botev Vraca       | 2 - 0  | 1 - 2       |
| Montana            | 1 – 2           | Haskovo           | 1 - 1  | 0 - 1       |
| Zarya Krushari     | 2 – 0           | Akademic Svištov  | 1 - 0  | 1 - 0       |
| Marek Dupnica      | 1 – 4           | Dorostol Silistra | 1 - 1  | 0 - 3       |
| Vidima-Rakovski    | 3 – 0           | Pavlikeni         | 2 - 0  | 1 - 0       |
| Velbažd            | 1 – 2           | Liteks Loveč      | 1 - 0  | 0 - 2       |
| Bdin               | 6 – 0           | Druzhba Ishirkovo | 3 - 0  | 3 - 0       |
| Černo More Varna   | 6 – 2           | Chumerna Elena    | 4 - 1  | 2 - 1       |
| Septemvri Sofia    | 4 – 1           | Marica Plovdiv    | 2 - 0  | 2 - 1       |
| Dunav Ruse         | 2 – 1           | Šumen             | 1 - 0  | 1 - 1       |
| Neftohimik Burgas  | 2 – 5           | Belasica Petrič   | 1 - 3  | 1 - 2       |
| Minyor Radnevo     | 3 – 3 (7-5 dtr) | Svetkavica        | 2 - 1  | 1 - 2 (dts) |
| Ludogorec          | 4 – 6           | Čavdar Byala      | 4 - 3  | 0 - 3       |
| Rilski Sportist    | 1 – 3           | Svilengrad        | 1 - 0  | 0 - 3       |
| Levski Lyaskovets  | 3 – 5           | Rozova Dolina     | 1 - 2  | 2 - 3       |
| Spartak Pleven     | 3 – 8           | Nesebăr           | 2 - 4  | 1 - 4       |

## Sedicesimi di finale
| Squadra 1            | Totale          | Squadra 2         | Andata | Ritorno     |
| -------------------- | --------------- | ----------------- | ------ | ----------- |
| 13/27 novembre 1991  |                 |                   |        |             |
| Spartak Varna        | 3 – 8           | Botev Plovdiv     | 2 - 3  | 1 - 5       |
| Svilengrad           | 1 – 3           | Dobrudža          | 1 - 0  | 0 - 3       |
| Septemvri Sofia      | 4 – 2           | Minjor Pernik     | 4 - 0  | 0 - 2       |
| Jantra Gabrovo       | 2 – 0           | Lokomotiv Plovdiv | 2 - 0  | 0 - 0       |
| Levski Sofia         | 5 – 0           | Černo More Varna  | 4 - 0  | 1 - 0       |
| CSKA Sofia           | 4 – 2           | FK Etăr           | 4 - 1  | 0 - 1       |
| Dunav Ruse           | 2 – 2 (gfc)     | Sliven            | 2 - 1  | 0 - 1       |
| Lokomotiv GO         | 3 – 6           | Beroe             | 2 - 1  | 1 - 5       |
| Slavia Sofia         | 2 – 2 (gfc)     | Dorostol Silistra | 2 - 1  | 0 - 1       |
| Čavdar Byala         | 2 – 14          | Lokomotiv Sofia   | 1 - 3  | 1 - 11      |
| Liteks Loveč         | 1 – 2           | Vidima-Rakovski   | 0 - 0  | 1 - 2       |
| Hebăr Pazardžik      | 2 – 4           | Rozova Dolina     | 1 - 1  | 1 - 3       |
| Nesebăr              | 0 – 7           | Pirin Blagoevgrad | 0 - 1  | 0 - 6       |
| FK Černomorec Burgas | 2 – 2 (0-2 dtr) | Bdin              | 2 - 0  | 0 - 2 (dts) |
| Belasica Petrič      | 3 – 1           | Haskovo           | 3 - 1  | 0 - 1       |
| Minyor Radnevo       | 3 – 3 (gfc)     | Zarya Krushari    | 3 - 1  | 0 - 2       |

## Ottavi di finale
| Squadra 1          | Totale | Squadra 2         | Andata | Ritorno |
| ------------------ | ------ | ----------------- | ------ | ------- |
| 7/14 dicembre 1991 |        |                   |        |         |
| Jantra Gabrovo     | 2 – 7  | Sliven            | 2 - 3  | 0 - 4   |
| Vidima-Rakovski    | 4 – 1  | Septemvri Sofia   | 3 - 1  | 1 - 0   |
| Levski Sofia       | 5 – 1  | Dorostol Silistra | 0 - 0  | 5 - 1   |
| Belasica Petrič    | 3 – 9  | Lokomotiv Sofia   | 1 - 4  | 2 - 5   |
| Dobrudža           | 1 – 3  | CSKA Sofia        | 1 - 1  | 0 - 2   |
| Bdin               | 0 – 5  | Botev Plovdiv     | 0 - 0  | 0 - 5   |
| Rozova Dolina      | 3 – 8  | Beroe             | 1 - 2  | 2 - 6   |
| Pirin Blagoevgrad  | 1 – 0  | Zarya Krushari    | 0 - 0  | 1 - 0   |

## Quarti di finale
| Squadra 1       | Totale | Squadra 2         | Andata | Ritorno |
| --------------- | ------ | ----------------- | ------ | ------- |
| 4/18 marzo 1992 |        |                   |        |         |
| Lokomotiv Sofia | 4 – 2  | Vidima-Rakovski   | 1 - 0  | 3 - 2   |
| CSKA Sofia      | 2 – 3  | Pirin Blagoevgrad | 2 - 0  | 0 - 3   |
| Botev Plovdiv   | 3 – 0  | Sliven            | 0 - 0  | 3 - 0   |
| Beroe           | 0 – 8  | Levski Sofia      | 0 - 3  | 0 - 5   |

## Semifinali
| Squadra 1         | Totale      | Squadra 2       | Andata | Ritorno |
| ----------------- | ----------- | --------------- | ------ | ------- |
| 1/15 aprile 1992  |             |                 |        |         |
| Levski Sofia      | 3 - 2       | Botev Plovdiv   | 1 - 0  | 2 - 2   |
| Pirin Blagoevgrad | 2 - 2 (gfc) | Lokomotiv Sofia | 1 - 0  | 1 - 2   |

## Finale
| Arbitro: | Stefan Chakarov |

|                                                       |           |  |
| Stoilov 44’ (rig.) 51’ Petkov 73’ Iliev 81’ Jotov 87’ | Marcatori |  |